# Eurypon cactoides
Eurypon cactoides är en svampdjursart som först beskrevs av Burton och Rao 1932.  Eurypon cactoides ingår i släktet Eurypon och familjen Raspailiidae. Inga underarter finns listade i Catalogue of Life.